# 麦金利山名称争议

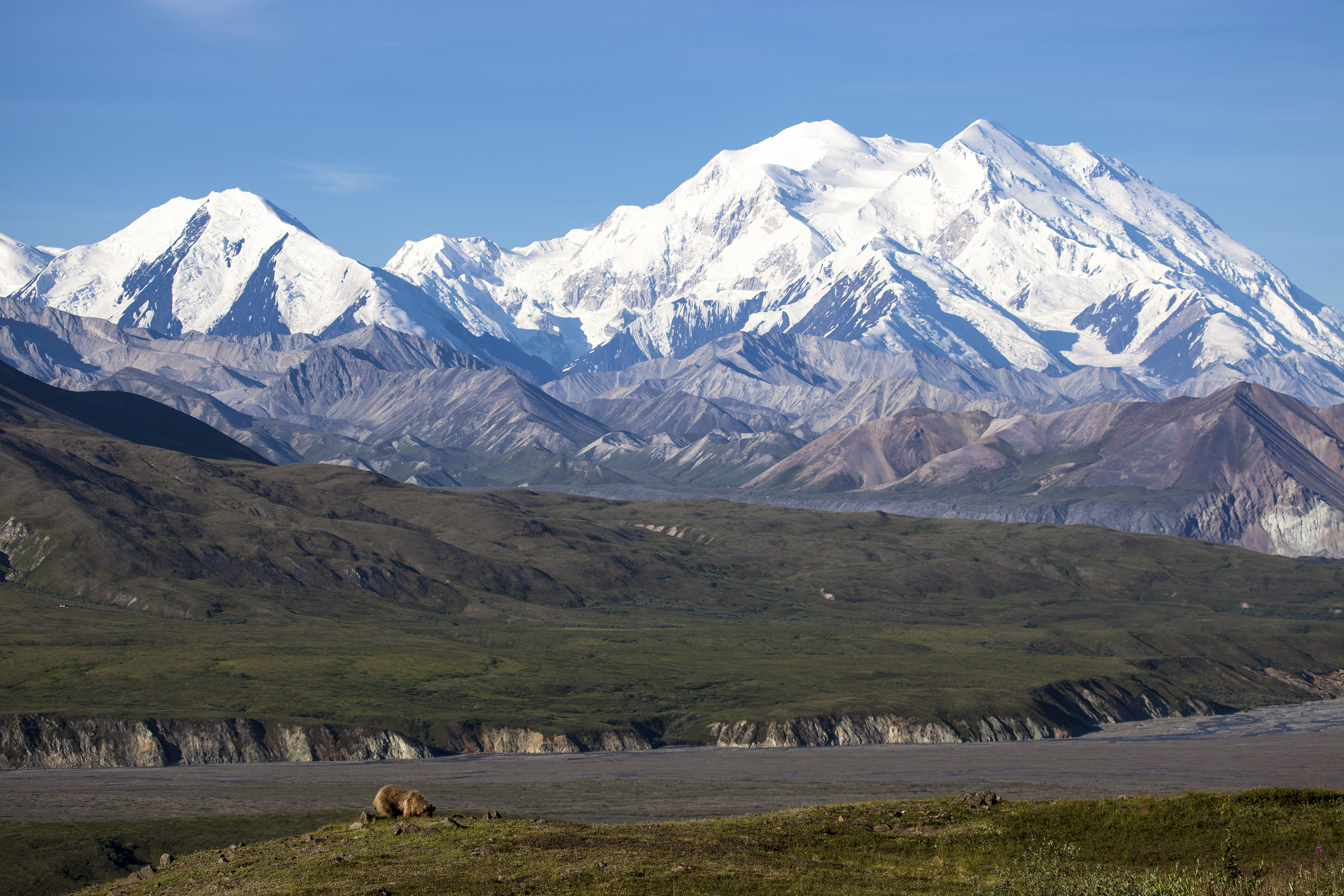
从迪納利國家公園和保留區中心望去的迪纳利山山景

1975年，阿拉斯加州议会要求美国联邦政府正式将北美洲最高峰的名称由“麦金利山”改为“迪纳利山”，由此成为争议的焦点。此山峰于1896年由一位淘金者非正式地命名为麦金利山，1917年由联邦政府正式命名为麦金利山，以纪念自1897年起担任，至1901年遇刺身亡的美国总统威廉·麦金莱。
“迪纳利”的名称源于科尤孔语。意为“高山”。科尤孔人是阿拉斯加阿萨巴斯坎人的一个民族，主要聚居在山北部的内陆地区。
1975年，阿拉斯加州要求将此山峰正式命名为迪纳利山，因为迪纳利山仍然是该州的常用名称，也是阿拉斯加原住民的传统名称。这一改变行动一再遭到俄亥俄州国会代表团成员的阻挠，因为俄亥俄州是威廉·麦金莱的家乡。
2015年8月，美国内政部部长萨莉·朱厄尔宣布，所有联邦文件中提及该山峰的名称将正式更名为迪纳利峰。2015年9月第一周，美国总统贝拉克·奥巴马访问阿拉斯加时，宣布了该山峰的更名计划。奥巴马政府的提议立即遭到了来自俄亥俄州的全体国会代表团的批评。
2024年12月，美国当选总统唐纳德·特朗普表示，他计划在第二任期内将该山的正式名称恢复为麦金利山。特朗普的提议立即遭到了许多阿拉斯加州知名人士的批评。2025年1月20日，特朗普总统在就职演讲中重申撤销更名承诺，并在当晚签署行政命令。2025年1月23日，内政部将该山的正式名称改回麦金利山。

## 历史命名
该地区的许多原住民都为该山峰各自取名。当地的科尤孔阿萨巴斯坎人将该山峰命名为或，居住在育空河、塔纳纳河和卡斯科奎姆河盆地的美洲原住民可以进入该山峰的侧翼。在南部，苏西特纳河谷的德纳伊纳人使用（意为“大山”）的名称，英语化为Doleika或Traleika。
历史上欧洲人第一次发现迪纳利山是在1794年5月6日，当时乔治·温哥华正在勘测库克湾的克尼克湾，并在日记中提到了“远处雄伟的山脉”。然而，他一反常态地没有给该山峰命名。该山峰的名字首次出现在1839年的地图上，由费迪南德·冯·弗兰格尔命名；齐格米特（Tschigmit）和特纳达（Tenada）这两个名字分别对应福雷克山（Mount Foraker）和麦金利山（McKinley）的位置。冯·弗兰格尔曾于1829年至1835年担任北美俄罗斯定居点的首席行政官。
在俄罗斯统治阿拉斯加期间，该山峰的俄语俗称是（字面意思为“大山”）。该山峰的第一个英文名是登斯莫尔山（或），以金矿勘探者弗兰克·登斯莫尔的名字命名，他于1889年热情地赞扬了该山峰的雄伟；然而，该名字仅在当地非正式地流传。

## 命名为麦金利山
1896年6月，新罕布什尔州出生的西雅图人威廉·迪基率领一支金矿勘探队在苏西特纳河的沙地上进行挖掘。1897年1月24日，《纽约太阳报》刊登了他返回美国本土后撰写的一篇报道，题为《阿拉斯加的发现》（1896年）。迪基写道：“我们将我们的大山峰命名为麦金利山，以纪念俄亥俄州的威廉·麦金莱，他被提名为总统候选人，这是我们离开那片美妙的荒野后得到的第一个消息。”而迪基成为第一个命名该山峰为“麦金利山”的人物。大多数人认为，命名是出于政治动机；迪基曾见过许多银矿工人，他们热情地宣传民主党总统候选人威廉·詹宁斯·布莱恩的银本位理想，这促使他以金本位的坚定支持者的名字命名这座山进行报复。麦金莱从未到访过阿拉斯加，与这座山没有任何联系。
在美国地质调查局于1900年的一份报告中，约西亚·爱德华·斯珀提到“这座巨大的山峰被美国人称为艾伦山、麦金利山或布尔沙亚，后者是俄语形容词“大”的变体。”1900年的报告中将其称为麦金利山，1911年美国地质调查局的报告《阿拉斯加麦金利山区》也是如此。
麦金莱在第二任期初期遭暗杀，于1901年9月6日被里昂·乔戈什枪杀，并于9月14日因伤势过重而死。这引发了人们支持纪念他的情绪，联邦政府于1917年正式采用麦金利山的名称，当时国会通过了《在阿拉斯加领土建立麦金利山国家公园的法案》（第353号公共法案），后由总统伍德罗·威尔逊签署成为法律。

## 阿拉斯加州地名委员会更名

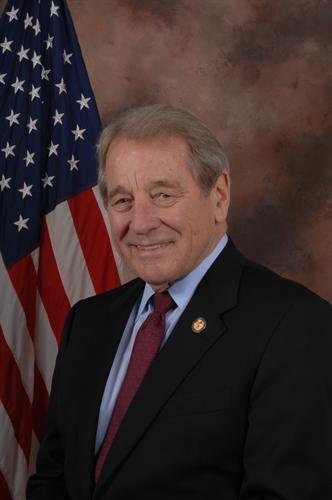
由于俄亥俄州联邦众议员拉尔夫·雷古拉的反对，麦金利山在1975年至2009年间未能重新命名。

该山峰通常被称为科尤肯阿萨巴斯坎人所称的迪纳利山，尤其是阿拉斯加人、登山者和阿拉斯加原住民。1975年，阿拉斯加州地理名称委员会将该山峰的名称改为迪纳利山，在州长杰伊·哈蒙德的要求下，阿拉斯加州议会正式要求美国地名委员会将该山峰的名称从“麦金利山”改为“迪纳利山”。
俄亥俄州联邦众议员拉尔夫·雷古拉（其选区包括麦金莱一生大部分时间居住的坎顿）反对美国委员会的行动，并成功阻止了这一行动。起初，委员会的审议因内政部长罗杰斯·莫顿的反对而被推迟，因为莫顿本人并不赞成更改麦金利山的名称。后来在1977年，莫顿不再担任内政部部长，委员会再次准备考虑更改名称，但雷古拉收集了俄亥俄州国会代表团每一位成员的签名，反对重新命名麦金利山，因此未作出裁决。
1980年12月2日，随着吉米·卡特总统签署《阿拉斯加国家利益土地保护法》，麦金利国家公园（1917 年2月26日成立）被纳入面积更大的迪納利國家公園和保留區。一些“麦金利山”支持者认为，将新的、更大的公园命名为迪纳利，同时保留麦金利山的实际名称，是一种妥协。然而，“麦金利山”的支持者，包括阿拉斯加州众议员唐·扬不认为1980年的行动构成了真正的妥协，相反，他们认为用不同的名字命名山峰和公园只会造成混乱。虽然委员会最初定于1980年12月10日作出裁决，但随着12月2日《土地保护法》的通过，他们选择再次推迟裁决。
次年，雷古拉采取程序手段阻止对麦金利山名称的任何更改。根据美国地名委员会的政策，如果国会正在审议与该名称相关的立法，委员会就不能考虑任何更名提案。因此，雷古拉开始了每两年一次的立法传统，要么在内政部拨款法案中加入语言，要么提出一项独立法案，规定不得更改麦金利山的名称。这实际上扼杀了委员会正在审议的迪纳里山更名提案。

## 2009年至2015年：再次提议更改名称
2009年雷古拉退休后，重新激发了人们对重新命名这座山峰的兴趣。阿拉斯加州众议员斯科特·川崎发起阿拉斯加众议院第15号联合决议，敦促美国国会将该山峰重新命名为迪纳利山。尽管阿拉斯加州众议员们做出努力，俄亥俄州联邦众议员贝蒂·萨顿和蒂姆·瑞安还是接替了雷古拉，成为国会中麦金利山名称的坚定拥护者，并提出了229号提案，内容如下：“尽管有任何其他法律依据，位于北纬63度04分12秒、西经151度00分18秒的这座山峰将继续被命名为麦金利山，并在所有情况下都被称为麦金利山。”
2015年1月，阿拉斯加州联邦参议员丽莎·穆尔科斯基提交的一项法案再次提议将该山峰重新命名为迪纳利山。2015年6月，美国国家公园管理局副局长在国会作证时表示，国家公园管理局“不反对将麦金利山命名为迪纳利山”。

## 2015年：迪纳利山被确定为正式名称

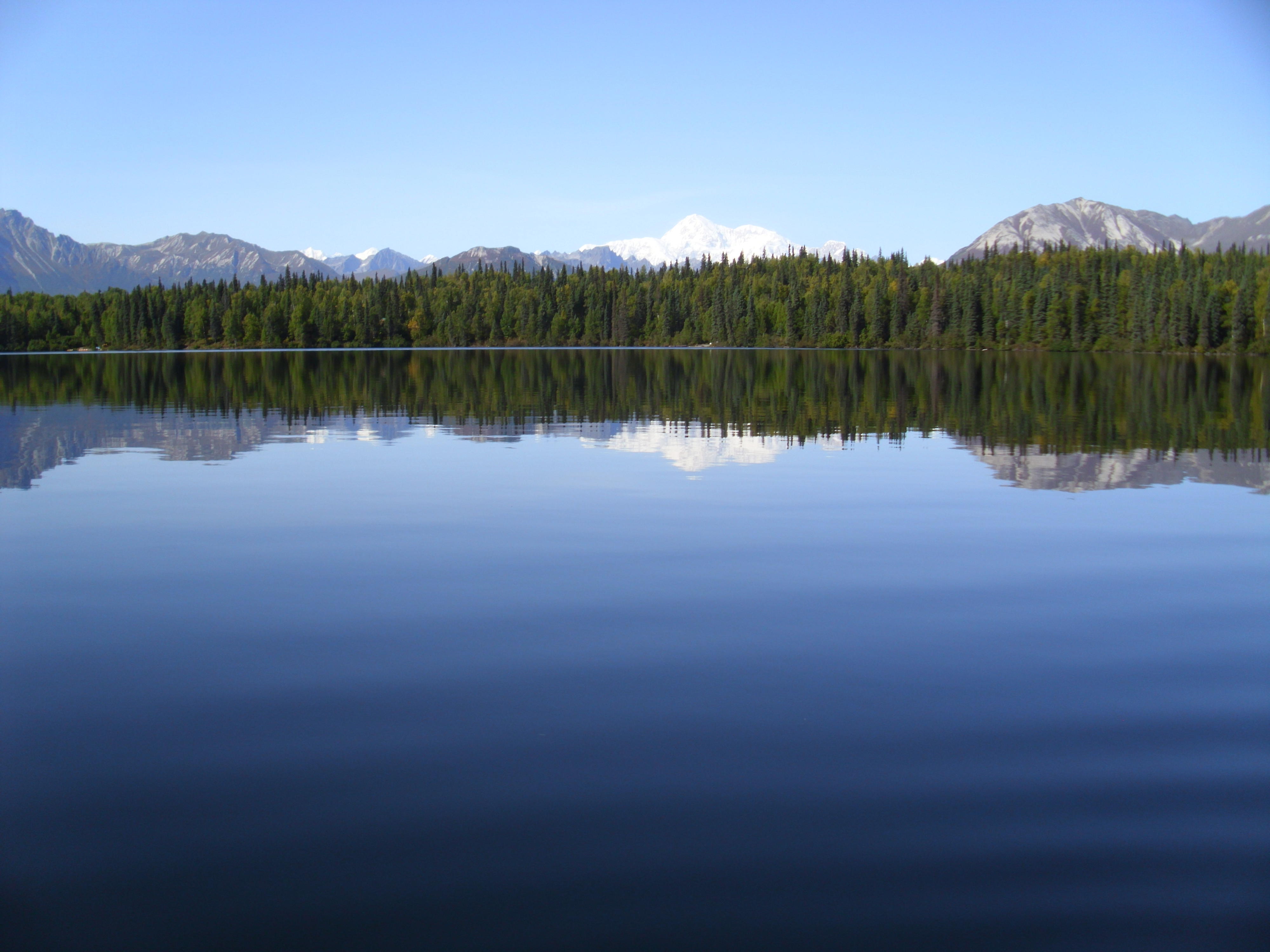
更名后的第二天早上，从拜尔斯湖看到的迪纳利山

2015年8月30日，萨莉·朱厄尔宣布，根据联邦法律，如果地名委员会未在“合理”时间内采取行动，她作为内政部长有权为该山峰重新命名。在媒体采访中，朱厄尔提到了地名委员会未能对该州四十年前提出的请求采取行动，并表示“我认为我们任何人都会认为40年是不合理的时间。”

### 对更名的反应
俄亥俄州共和党人对改名持批评态度。宣布更名时担任美国众议院议长和俄亥俄州众议员的约翰·博纳表示，他对这一变化“深感失望”。而宣布更名时已退休的雷古拉则评论说奥巴马“认为自己是个独裁者”。总统候选人唐纳德·特朗普称更名是“对俄亥俄州的极大侮辱”，并发誓如果当选将推翻这一决定。俄亥俄州国会代表团的所有13名共和党成员均签署了一封投诉信，谴责奥巴马政府的“令人不安”的行为：“威廉·麦金莱的遗产因政治噱头而受损。”俄亥俄州联邦众议员麥克·特納发誓要反对这一变化：“我敢肯定（奥巴马）没有通知麦金莱总统的后代，他们认为这太离谱了。”然而，并不是该州所有当选的共和党人都同意这一观点，如俄亥俄州州务卿喬恩·赫斯特德所述：
我不希望阿拉斯加人告诉我俄亥俄州应该做什么。所以我想我们不应该告诉阿拉斯加人他们应该在自己的州做什么。
2015年2月，针对俄亥俄州的反对意见，阿拉斯加州共和党联邦参议员丽莎·穆尔科斯基表示：
俄亥俄州有很多东西已经以麦金莱的名字命名。这并不是对我们前总统的冒犯；这完全是为了确保尊重这片土地和尊重该地区的原住民。
俄亥俄州本地人、阿拉斯加州共和党联邦参议员丹·沙利文表示，对于奥巴马总统更改山峰名称感到“很高兴”。阿拉斯加州州长、无党籍人士比尔·沃克表示：“阿拉斯加的地名应该反映和尊重我们州丰富的文化历史，正式承认迪纳利这个名字正是这样做的。”
2015年8月30日，参议员穆尔科斯基在迪纳利的鲁斯冰川发表讲话时说：
几个世纪以来，阿拉斯加人一直称这座雄伟的山脉为“伟大的山脉”。今天，我们很荣幸能够正式将这座山脉命名为迪纳利山。我要感谢总统与我们共同努力，实现这一重大变革，以表达对阿拉斯加阿萨巴斯卡人民的敬意、尊重和感激。
奥巴马利用2015年9月的第一周进行了一次“以气候变化为重点”的访问，并宣布了该山峰的改名。2015年9月6日，前阿拉斯加州长萨拉·佩林批评了奥巴马的阿拉斯加之行，并表达了她对改名的反对：“几年前，国家公园的名字被改为迪纳利。所以我认为这已经足够了。我们可以让麦金利保持北美大陆的最高峰地位。我们可以保留麦金利这个名字。”
2016年总统大选结束后，特朗普总统和内政部长瑞安·津凱询问阿拉斯加州联邦参议员丹·沙利文和丽莎·穆尔科斯基是否希望特朗普撤销更名决定。两位参议员告诉特朗普称不希望这样做，随后特朗普同意不撤销更名决定。

## 2024-2025年：恢复名称“麦金利山”
2024年赢得选举后，特朗普总统在美国转折点组织主办的AmericaFest大会上发表演讲。他对支持者表示：
麦金莱是一位非常优秀甚至伟大的总统。他们把他的名字从麦金莱山上去掉了。这就是他们对人民的所作所为。麦金莱总统是创造了巨额财富的总统。这就是我们要恢复麦金莱山名称的原因之一，因为我认为他值得拥有这个名称。
两位来自阿拉斯加州的美国参议员，共和党人丽莎·穆尔科斯基和丹·沙利文，以及阿拉斯加州民主党参议员斯科特·川崎都强烈反对特朗普的决定，他们表示，“只有一个名字配得上北美最高峰：伟大的迪纳利山”。2025年1月20日，特朗普在重任的第一天签署了一项行政命令，要求内政部长在签署后30天内恢复麦金利山的名称。该命令包括任命地名委员会成员协助执行命令。2025年1月23日，内政部将该山峰的正式名称改回麦金利山。同一天，美联社宣布将使用麦金利山而非迪纳利山，理由是特朗普作为总统有权更改位于国界内地物的联邦地理名称。
2025年2月13日，穆尔科斯基提出一项由沙利文共同发起的法案，提议恢复迪纳利的名称。